# Thomas Seidl (Künstler)

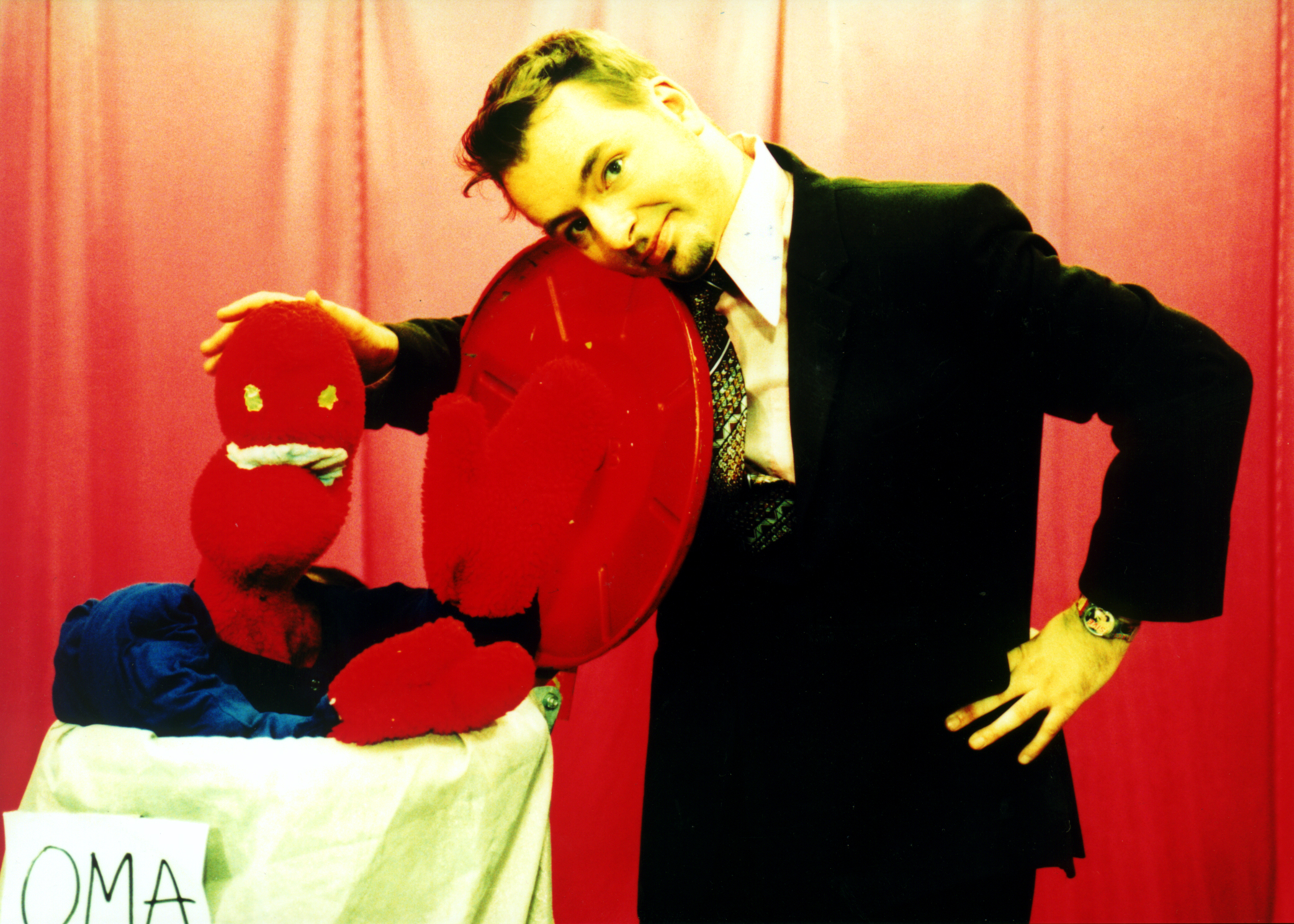
Thomas Seidl – H.A.P.P.Y TV (1999)

Thomas Seidl (Künstlername Tomtschek) (* 1. November 1968 in Wien; † 15. November 2011 auf Rhodos) war ein österreichischer Künstler, Darsteller, Regisseur und Theatermacher.

## Leben
Als Sohn des Künstlerehepaares Charlotte und Johannes Seidl wuchs Thomas Seidl in Maria Schutz am Semmering auf. Nach der Matura studierte er an der Universität Wien Kunstgeschichte, schloss jedoch das Studium nicht ab, sondern widmete sich bereits früh eigenen künstlerischen Projekten, die in der Tradition des Wiener Aktionismus, Happening und Performance-Art standen. Mit seinem Kollektiv H.A.P.P.Y realisierte er unter dem Künstlernamen Tomtschek zahlreiche Projekte, war aber auch als Entwickler von Fernsehformaten und Moderator tätig, u. a. für den Radiosender FM4. Thomas Seidl kam im November 2011 43-jährig bei einem Unfall ums Leben, als er beim Baden im Meer vor Rhodos ertrank.

## Schaffen
Tomtscheks Hauptwerk bündelt sich in dem Gesamtkunstwerk H.A.P.P.Y, ursprünglich ein 1993 gegründeter, wöchentlicher Club mit House-Music und so genannten „Happynings“. Die Protagonisten des Performance-Kollektivs wechselten teilweise und präsentierten über die Jahre hinweg in unterschiedlicher Besetzung diverse Kunstprojekte, immer unter der Leitung und Regie von Tomtschek.
So entstanden zwischen 1993 und 2011 neben annähernd 400 Happynings und Performances im Rahmen des Clubs auch die 14-teilige interaktive Telenovela Felicidat – Dornenwege zum Glück (gezeigt 1996 als Beitrag zur Ausstellung „Junge Szene“
in der Wiener Secession und ausgezeichnet mit dem Kunstpreis der Wiener Städtischen), zwei abendfüllende Spielfilme (Felicidat, Ekstase – Rise and Fall of the Russian Elvis), die wöchentliche Fernsehsendung H.A.P.P.Y TV, die zwischen 1998 und 2000 vom Wiener public-access-Kanal TIV ausgestrahlt wurde, sowie zwei Musicals Steffi – das schlechteste Musical der Welt über das Leben von Steffi Graf (Uraufführung 1999 in Wien) und Lagerhouse – zwei Leben zwischen Cola und Crack über Amy Winehouse und Karl Lagerfeld (Uraufführung 2008 beim Donaufestival in Krems, in einer neuen Fassung im Herbst 2008 in Wien).
Im Juni 2010 hatte in Wien die Produktion H.O.R.R.O.R. Clownworkshop am FKK-Campingplatz
Premiere, ein Theaterabend zum Fürchten.
2011 starteten Tomtschek und sein 10-köpfiges Ensemble im Wiener WUK-Theater die als Langzeitprojekt angelegte Theaterreihe S.O.A.P. – Tür auf Tür zu, einer live vor Publikum und Kameras inszenierten TV-Serie im Boulevardbühnen-Milieu mit gleich mehreren Erzählebenen. Die Performanceseifenoper endete mit der Folge 1004.